# Жовнір Ольга Богданівна
О́льга Богда́нівна Жо́внір (8 червня 1989 року[a], Нетішин[b], УРСР) — українська фехтувальниця-шаблістка з міста Нетішина, олімпійська чемпіонка (2008), чемпіонка світу (2009), чемпіонка Європи у командній першості (2010), заслужений майстер спорту.

## Біографія
Фехтуванням почала займатися 2000 року. 2004 року стала майстром спорту України, 2008 — заслуженим майстром спорту України. Перший тренер — Ольга Штурбабіна. Теперішній тренер — Валерій Штурбабін.
2005 року вступила до Хмельницького національного університету.
На Олімпійських іграх у Пекіні Ольга була запасною в українській команді з фехтування на шаблях, однак тренери поставили її на фінальний бій (інакше б Ольга не отримала медалі) замість Галини Пундик, яка виступала у чвертьфіналі і півфіналі. І хоча Ольга у фіналі нанесла лише 6 результативних уколів (із 45 командних), українська команда в складі Ольги Харлан, Олени Хомрової та Ольги Жовнір все ж здобула перемогу над китайською командою 45:44.
На чемпіонаті світу 2009 року Ольга Жовнір стала чемпіонкою в складі команди, у 2010, 2011 і 2012 роках стала срібною призеркою. На чемпіонаті Європи 2010 років Жовнір стала чемпіонкою в командній першості, а в 2011 і 2012 роках — срібною призеркою в командній першості. На чемпіонаті Європи 2009 року Ольга була запасною в складі українською команди і в жодному поєдинку участі не взяла.

## Державні нагороди
- Орден «За заслуги» III ст. (4 вересня 2008) — за досягнення високих спортивних результатів на XXIX літніх Олімпійських іграх в Пекіні (Китайська Народна Республіка), виявлені мужність, самовідданість та волю до перемоги, піднесення міжнародного авторитету України[4]